# Жарти у бік (фільм, 1984)
Жарти у бік (рос. Шутки в сторону) — радянська музична кінокомедія 1984 року, знята на Кіностудії ім. М. Горького.

## Сюжет
Діма Манохін з дитинства любить цирк і мріє стати клоуном. Одного разу він відвідав свою хвору однокласницю Олену в санаторії. Щоб підбадьорити Олену, Діма почав її веселити. Незабаром його жарти і примовки почали давати оздоровчий ефект не тільки на однокласницю, але й на інших хворих в цьому санаторії.

## У ролях
- Григорій Попович — Діма Манохін
- Ольга Кабо — Олена Єрмакова
- Михайло Свєтін — директор санаторію
- Олександр Фріш — епізод
- Ігор Ясулович — двірник
- Володимир Носик — батько
- Наталія Ричагова — епізод
- Віталій Скопенко — епізод
- Дмитро Дубов — епізод
- Сергій Реух — епізод
- Максим Сидоров — епізод
- Валентин Букін — епізод
- Зоя Василькова — епізод
- Олексій Войтюк — Костя
- Валентина Ніколаєнко — епізод
- Надія Самсонова — епізод
- Анатолій Скорякін — епізод
- Микола Парфьонов — пасажир поїзда
- Віра Петрова — офіціантка
- Юрій Саранцев — епізод
- Артем Карапетян — епізод
- Микола Пеньков — епізод

## Знімальна група
- Режисер — Віталій Макаров
- Сценарій — Олександр Марьямов
- Оператори — Сергій Журбицький, Юрій Малиновський
- Композитор —  Олександр Журбін
- Художник — Сергій Бочаров